# Закревская, Марта Ивановна
Ма́рта Ива́новна Закре́вская (урождённая Менцер; 12 [24] марта 1885, Киев — после 1950, Тбилиси) — русская советская оперная певица (лирико-колоратурное сопрано), вокальный педагог.

## Биография
В 1905 году окончила Музыкальное училище Н. А. Тутковского в Киеве (класс А. А. Сантагано-Горчаковой), совершенствовалась у своей сестры Софьи.
С 1905 года выступала на оперной сцене — в Киеве (1905—1907, 1914), Харькове (1905), Одессе, Тифлисе (сезон 1910/11, оперное товарищество под управлением А. А. Эйхенвальда), Петербурге, Баку, Риге. В 1910—1916 годах пела в опере Зимина (Москва).
После революции пела в Одессе (1923, 1926—1927), Харькове (1925—1926), Свердловске (1924—1925, 1927—1928) и других городах. Оставила сцену в 1940 году; до 1950 года преподавала в оперном классе Тбилисской консерватории.

### Семья
Сестра — Софья (в замужестве Друзякина; 1880—1953) — оперная певица, педагог.

## Творчество
Обладала звучным голосом «серебристого» тембра.
Партнёрами М. И. Закревской на сцене были М. Баттистини, Л. В. Собинов, М. В. Бочаров, Е. Э. Виттинг, В. П. Дамаев, И. Дыгас, Н. Г. Зубарев, В. В. Осипов, Г. С. Пирогов, А. Е. Ростовцева, Н. И. Сперанский.
Пела под управлением А. П. Асланова, И. О. Палицына, Е. Е. Плотникова.

### Избранные оперные партии
- Антонида («Жизнь за царя» М. И. Глинки)
- Парася («Сорочинская ярмарка» М. П. Мусоргского)
- Татьяна («Евгений Онегин» П. И. Чайковского)
- Лиза («Пиковая дама» П. И. Чайковского)
- Иоланта (одноимённая опера П. И. Чайковского)
- Оксана («Черевички» П. Чайковского)
- Татьяна («Евгений Онегин» П. Чайковского)
- Ярославна («Князь Игорь» А. П. Бородина)
- Маша («Дубровский» Э. Ф. Направника)
- Войслава («Млада» Н. А. Римского-Корсакова) — первая исполнительница в Москве (1913)[2]
- Снегурочка (одноимённая опера Н. А. Римского-Корсакова)
- Царица Милитриса («Сказка о царе Салтане» Н. А. Римского-Корсакова)
- Волхова («Садко» Н. Римского-Корсакова)
- Тамара («Демон» А. Г. Рубинштейна)
- Криза; Поппея Сабина («Нерон» А. Г. Рубинштейна)
- Алёна Дмитриевна («Купец Калашников» А. Г. Рубинштейна)
- Эльза («Лоэнгрин» Р.Вагнера)
- Тоска («Тоска» Дж. Пуччини)
- Чио-Чио-сан («Мадам Баттерфляй» Дж. Пуччини)
- Аида («Аида» Дж. Верди)
- Оскар, паж («Бал-маскарад» Дж. Верди)
- Микаэла («Кармен» Ж. Бизе)
- Катарина Арагонская («Генрих VIII» К. Сен-Санса)
- Сантуцца («Сельская честь» П. Масканьи)
- Валентина; Урбан («Гугеноты» Дж. Мейербера)
- Эвника («Камо грядеши?» / «Quo vadis ?» Ж. Нугеса[фр.])
- Малиелла («Ожерелье мадонны» Э. Вольф-Феррари)
- Кармела (одноимённая опера С. П. Барбини) — первая исполнительница (1910)[2]